# SN 1968F
SN 1968F – supernowa odkryta 19 lutego 1968 roku w galaktyce NGC 3834. W momencie odkrycia miała maksymalną jasność 16,20m.